# Arnold Friberg
Arnold Friberg, född 1 december 1913 i Winnetka, Illinois, död 1 juli 2010 i Salt Lake City, Utah, var en amerikansk illustratör och målare, känd för sina religiösa och patriotiska verk. 
Fribergs far var svensk och hans mor norsk. Han föddes i Illinois men flyttade till Arizona vid tre års ålder. Efter att hans föräldrar konverterat till Jesu Kristi kyrka av Sista dagars heliga döptes Friberg vid åtta års ålder. Han studerade vid Chicago Academy of Fine Arts. Som vuxen tillbringade han en tid i New York och tjänstgjorde i armén under andra världskriget. Senare flyttade han till Utah. Han dog 2010.
Bland hans mest berömda verk är målningen The Prayer at Valley Forge, som avbildar George Washington bedjande vid Valley Forge. Friberg gjorde 15 målningar för Cecil B. DeMilles film De tio budorden (1956), som låg till grund för flera av filmens scener och kostymer, vilket ledde till att han delade en Oscarsnominering för bästa kostymdesign. Målningarna användes också i filmens marknadsföring. Han gjorde även flera målningar baserade på Mormons bok.